# Pop rock
Il pop rock è un genere musicale caratterizzato da influenze tipiche della musica pop e da un'aggressività, una strumentazione elettrica ed uno stile d'esecuzione, generalmente tipiche della musica rock. Come costume della musica pop le sue melodie e i suoi testi risultano quindi tendenzialmente universali e tesi a soddisfare la maggior parte dei fruitori di musica moderna, in particolare gli ascoltatori della musica rock in generale.

## Storia

### Origini

I Beatles al Teatro Adriano di Roma nel giugno 1965.

Come tutti i generi di musica rock, il pop rock è nato come un'evoluzione del rock and roll. Uno dei primi gruppi pop rock della storia sono stati i Beatles, che, assieme ad altri gruppi, iniziarono ad orientarsi su strutture tipicamente pop. I Beatles, scrivendo testi che in qualche modo attiravano il pubblico, hanno influenzato indubbiamente non solo stili musicali, ma anche alcuni stili di vita. Mentre fioriva la pop art di Andy Warhol, i coleotteri del rock rappresentavano la gioventù occidentale sia per l'estetica (i capelli lunghi, gli abiti), sia per la produzione artistica (le influenze musicali, che ormai si aprirono anche verso la musica indiana e l'avanguardia), e sia per la politica (il pacifismo e l'opposizione alla guerra del Vietnam).

### Gli anni settanta

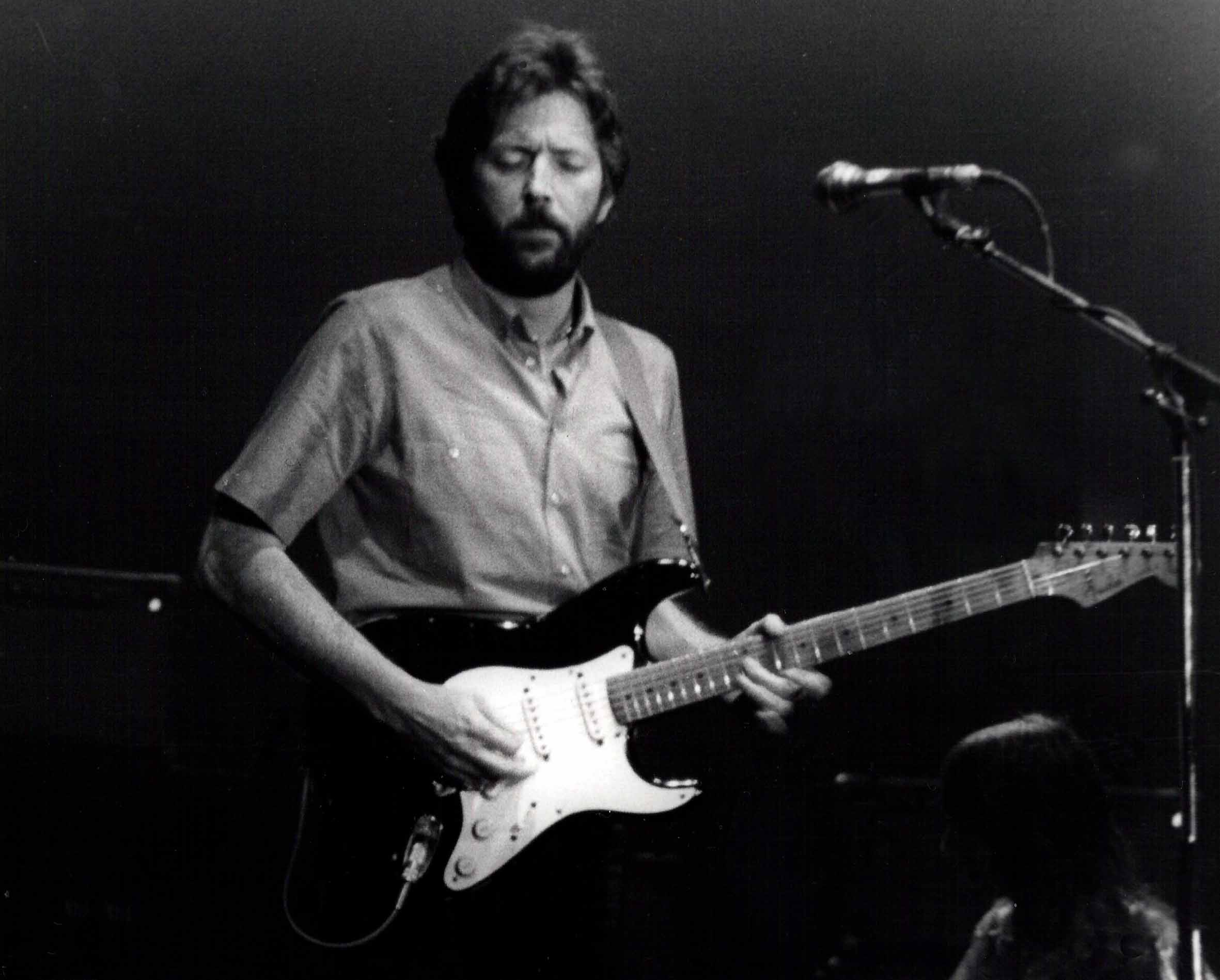
Eric Clapton

Grazie alla sua orecchiabilità il pop rock ha dato vita a grandi star anni settanta, come Elton John, Peter Frampton, Paul McCartney, John Lennon, Rod Stewart, Eric Clapton e tanti altri ancora.

### Gli anni ottanta
Il pop rock continua a fare successo con artisti quali: Queen, Billy Joel, Bruce Springsteen, Hall & Oates, Michael Jackson, George Michael, Dire Straits, The Police, Toto, R.E.M., Genesis e altri.

### Gli anni novanta
Negli anni novanta il pop rock continua ad essere popolare, grazie agli artisti che si erano distinti negli anni ottanta, ma subisce delle variazioni. I nuovi artisti pop rock fusero la loro musica con altri generi come l'alternative rock, il punk rock e l'heavy metal, dando origine a nuovi generi quali pop punk, pop metal, indie pop ed Emo-pop. Altri artisti, invece, continuarono a seguire la strada segnata dai loro predecessori, come: Robbie Williams e  Alanis Morissette. In questi anni comincia a diffondersi un nuovo genere musicale derivato dal pop rock, il britpop, che identificava artisti come Oasis, Blur e Pulp.

### Gli anni duemila
Negli anni duemila entrarono nella scena musicale del pop rock altri gruppi come Coldplay e The Killers. Questi fondevano le loro radici britpop con il pop rock anni novanta, dando vita ad un genere tutto loro.

## Descrizione
Pop rock potrebbe sembrare una denominazione troppo vaga, perché tutte le musiche pop degli anni sessanta avevano, chi più chi meno, influenze dal rock, e viceversa. Il pop puro tuttavia è completamente diverso dal pop rock, perché era destinato ad un pubblico adulto, ed era eseguito con uno stile differente da quello tipico del rock, mentre il pop rock era ascoltato in maggioranza dai giovani. Si può dire che fosse musica destinata a coloro che non erano ancora nati all'avvento del rock and roll. Il pop rock ha come obiettivo primario la melodia, accattivante e il più orecchiabile possibile. L'aspetto forse meno conosciuto del pop rock era la sua enfasi, che lo distingueva dal rock e dal pop dell'epoca. Le canzoni pop rock sono ben strutturate, senza spazio "sprecato" per variazioni melodiche o parti strumentali. La produzione era pulita, lucida e luminosa, sfruttava appieno i progressi delle produzioni e della tecnologia di registrazione, che aveva avuto luogo nel corso degli anni sessanta.